# OBO-fartyg

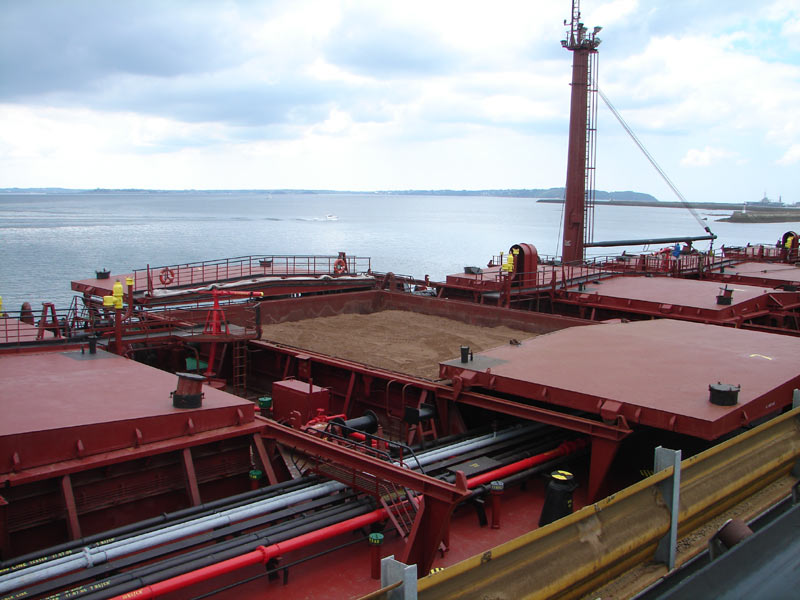
Däcket på ett OBO-fartyg där man kan se både lastluckorna för torrlast samt rörledningarna för olja.

OBO-fartyg (Ore-Bulk-Oil-carrier), även kallade kombinationsfartyg, är bulkfartyg som kan transportera såväl torra som våta produkter, dock ej samtidigt.
Bakgrunden till konceptet är att stora bulkfartyg ofta går tomma mellan hamnar, ett tankfartyg som lastat råolja i Mellanöstern och lossat det i exempelvis Europa går ofta med barlast tillbaka till Mellanöstern för att åter igen lasta. Genom att göra det möjligt för fartygen att lasta olika typer av last var tanken att man skulle kunna minimera dessa barlastresor.
Efter hand visade det sig dock att OBO-fartyg oftast ändå specialiserade sig på endast en typ av last, som tankfartyg eller torrlastfartyg. Detta berodde på ett ovanligt stort behov av underhåll jämfört med konventionella fartyg, samt att det var kostsamt att utföra den omfattande rengöring av lastrummen som krävdes när man skulle byta från en lasttyp till en annan. På grund av detta kom deras speciella egenskaper inte till nytta, och mycket få OBO-fartyg har byggts sedan 1980-talet, idag byggs knappt några OBO-fartyg alls.